# Rohölsorte

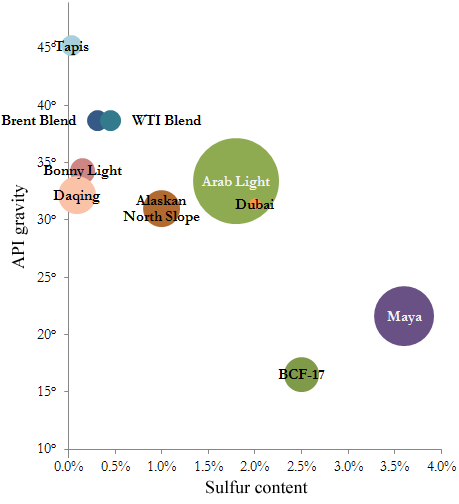
Einige Ölsorten im Vergleich. X-Achse Süße, y-Achse API-Grad

Als Rohölsorte bezeichnet man Erdöl mit definiertem API-Grad (Dichte) und definierter Süße (Schwefelgehalt), welches aus einer Förderregion stammt. Innerhalb einer Sorte kann es starke Qualitätsunterschiede geben. Da einige Raffinerien keine schweren Öle verarbeiten können, hat die Ölsorte auch Auswirkungen auf den Preis.

## Zusammensetzung (Beispiele)
|                       | Libyen (Zueitina) | Großbritannien (Fortes) | Mittelost (Aghajari, Iran) | Nahost (Arabian Heavy) | Nahost (Safaniya) |
| --------------------- | ----------------- | ----------------------- | -------------------------- | ---------------------- | ----------------- |
| Gase (in %)           | 1                 | 3                       | 2                          | 2                      | 2                 |
| Benzin in %           | 22                | 19                      | 20                         | 15                     | 13                |
| Mitteldestillate in % | 39                | 37                      | 30                         | 26                     | 25                |
| Rückstand in %        | 38                | 41                      | 48                         | 57                     | 60                |
| Dichte in g/ml        | 0,817             | 0,84                    | 0,855                      | 0,887                  | 0,89              |
| Schwefel in Gew.-%    | 0,21              | 0,3                     | 1,4                        | 3                      | 2,8               |

## Benchmark-Sorten
Einige Ölsorten haben eine Signalfunktion für Käufer und Verkäufer, dazu zählen z. B. für die europäischen Märkte:
- Brent
- Urals-Öl
- West Texas Intermediate (WTI)